# 少数言語
少数言語（しょうすうげんご、英語: minority language）とは、ある地域で話者の少ない言語。その言語話者のことは、言語的少数派と呼ぶ。

## 国際的な取り組み
国際的に承認された193の国家（2008年現在）とおよそ5000から7000と見積もられる世界で話されている言語の内、大多数の言語がその言語が話されているすべての国において少数言語である。
ヨーロッパや世界の他のいくつかの地域、例えばカナダのような国では、少数言語は法律や憲法で定義されていることが多く、何らかの形で公的な支援が行われている。
この少数言語という言葉は、例えば、人権と自由のカナダ憲章の第23項の上の表題に出てきていて、この項では、少数言語で教育を受ける権利を保証している。
いくつかの少数言語はアイルランドのゲール語のように、同時に公用語でもある。同様に国籍のない民族の国語の場合、国語が少数言語という場合がある。

## 国際法における定義
ヨーロッパ地方言語・少数言語憲章によると
地方言語・少数言語とは
1. その国の人口の残りよりも人口が少ないグループによってその国の特定の場所で伝統的に用いられており、
2. その国の公用語と異なるもの。

を指す。

## 論争
少数言語は時に多くの理由により、軽んじられることがある。これらの言語には話者が少なかったり、話者が減っていたりしているものもあり、主要言語と比べて教養がない、原始的だ、あるいは単なる方言だと考えられることもある。また時に脅威として見られるものもあり、例えば最近のケルト諸語（アイルランド語、マン島語、スコットランド・ゲール語、ウェールズ語、コーンウォール語、ブルトン語）の再起は分離主義を後押しするもの、つまり政治体制への脅威と見る人もいる。この、脅威とされているものは多数言語の側による排除の概念に基づくものである。しばしば、これらの言語で支援（たとえば教育や治安維持）を受けられない政治体制によってさらに排除される。
国による多数話者を代表する公用語の保護が少数言語の人権を犯しているのかそうでないのかについての見方には意見の相違がある。たとえば、スロバキアではハンガリー人のコミュニティーは、一般的には1995年に制定された「言語法」を差別的でヨーロッパ地方言語・少数言語憲章と矛盾すると考えているが、多数のスロバキア人は少数言語話者の権利はヨーロッパ地方言語・少数言語憲章に基づいて保証されており、スロバキア語を優位にすることで差別してはいないと考えている。言語法はスロバキア語をスロバキア領内において話されている他の言語より優位性を与えていて、2009年の改正案の結果、スロバキア語の優位を守る規制への軽罪に対して5000ユーロ以下の罰金が科せられる可能性がある。
例えば店や会社の名前が看板の最初に少数言語で書かれていて、その後にスロバキア語で書かれている場合、2言語使用のテキストで少数言語の部分が同じ部分のスロバキア語より大きな文字の場合、またはモニュメントにおいて2言語使用のテキストで少数言語からスロバキア語訳があるのに、その反対がない、公務員や医師が少数言語の話者の割合が2割以下のコミュニティーで少数言語話者の市民と少数言語で話すなどの場合である。
手話は多くの研究で支持されたとしても、本当の自然言語とは考えられないことが普通である。
補助語も認められるのは難しい、おそらく主に第2言語として用いられ、母語話者がほとんどいないためである。

## 日本における少数言語
日本にはアイヌ語、琉球諸語、八丈語という少数言語（日本語以外の日本の言語）が存在する。現在いずれも消滅寸前であり、明治政府やこれらの言語を日本語の方言とみなす者から辱めを受けてきた。現在でも日本で少数言語があることを認知してる人は少ない

## 主要な少数言語
- 世界のどこにおいても公用語とされていない言語の最大コミュニティーは以下の通り。
  - パンジャーブ語:話者8,800万人、パキスタンとインドで地域言語の地位。
  - ジャワ語:話者8,000万人、スリナムで地域言語の地位。
  - マラーティー語:話者9,000万人、インドで地域言語の地位。
  - 呉語:話者7,700万人、公的地位なし。
  - 広東語:話者7,000万人、香港とマカオで地域言語の地位。
  - 北京官話、呉語、広東語以外の中国語方言：閩語（6,000万人）、贛語（2,000万〜5,000万人）、客家語（3,400万人）、湘語（3,000万〜3,600万人）- 中国語の変種（en:Variety of Chinese）も参照。
  - シンド語:話者6,000万人、パキスタンとインドで地域言語の地位。
  - グジャラート語:話者5,000万人、インドで地域言語の地位。
  - マイティリー語:話者5,000万人、インドで地域言語の地位。
  - パシュトー語:話者4,500万人、アフガニスタンとパキスタンで地域言語の地位。
  - マラヤーラム語:話者3,500万人、インドで地域言語の地位。
  - カンナダ語:話者3,500万人、インドで地域言語の地位。
  - ボージュプリー語:話者3,500万人、かつてはインドで地域言語の地位を認める過程でヒンディー語の方言とされていた。
  - オリヤー語:話者3,000万人、インドで地域言語の地位。
  - スンダ語:話者2,700万人、インドネシアの西ジャワ州で地域言語の地位。
  - オロモ語:話者2,500万人、エチオピアとケニアで地域言語の地位。
  - セブアノ語:話者2,000万人、フィリピンの中部ビサヤ地方で地域言語の地位。
  - ハウサ語、ヨルバ語、イボ語それぞれ2,000万人近く話者がおり、ナイジェリアの主要言語、三つとも地域言語の地位、どれも多数言語の地位ではない。
  - チワン語:話者1,400万人、広西チワン族自治区で地域言語の地位。
  - アッサム語:話者1,300万人、インドで地域言語の地位。
  - マドゥラ語:話者1,300万人、公的地位なし。
  - ロンバルド語:話者900万人、公的地位なし、イタリア語の方言として扱われる。
  - ウイグル語:話者800万〜1,000万人、新疆ウイグル自治区で地域言語の地位。
  - ナポリ語:話者800万人、公的地位なし、イタリア語の方言として扱われる。
  - バローチー語:話者800万人、パキスタンのバローチスターン州で地域言語の地位。
  - イロカノ語:話者800万人、フィリピンのイロコス地方で地域言語の地位。
  - ヒリガイノン語:話者700万人、フィリピンの西ビサヤ地方で地域言語の地位。
  - ミナンカバウ語:話者700万人、公的地位なし。
  - クリオ語:話者600万人、事実上シエラレオネの国語、しかし公的地位なし。
  - ビリー語:話者600万人、インドで公的地位のない最も大きな言語コミュニティー。
  - シチリア語:話者500万人、公的地位なし。
  - ガリシア語:話者300万人、スペインのガリシア州で公用語。
  - ミャオ語:話者400万人、公的地位なし。
  - イディッシュ語:話者300万人、ロシア連邦ユダヤ自治州で地域言語の地位。
  - 現代アラム語:話者200万人、公的地位なし。
  - 彝語:話者200万人、公的地位なし。
  - アメリカ手話：50万人から200万人の手話の使い手、多くの州が教育目的で外国語としているほか、学校における教育言語としている州もある。

- どの国においても多数派ではないが、公用語の地位を与えられている国がある言語は以下の通り。
  - タミル語:話者7,000万人、スリランカとシンガポールで公的地位、インドで地域言語の地位。
  - アムハラ語:話者2,500万人、エチオピアで公的地位。
  - クルド語：話者2,200万人、イラクでは公的地位、内、2,000万人以上の話者のトルコでは公的地位なし。
  - アフリカーンス語:第1/第2言語話者1300人/基礎知識のある人1,600万人、南アフリカで公的地位。ナミビアでは地域言語とされる。
  - ケチュア語:話者1,000万人、ボリビアとペルーで公的地位。
  - カタルーニャ語:話者700万人、アンドラで公的地位、スペインのカタルーニャ州、バレアレス諸島州、バレンシア州（バレンシア語）で公用語、アラゴン州、フランス、イタリアで地域言語の地位。
  - ベルベル語:話者1,000万人、アルジェリアとモロッコで公的地位。
  - マオリ語:ニュージーランドの人口の4.2%、ニュージーランドで公的地位。

- 国語の地位にある言語で、多数派によって話されている国があるが、重要な少数言語コミュニティーがある国で認められていないものは以下の通り。
  - ロシア語:ロシアで公用語、ベラルーシとカザフスタンでそれぞれベラルーシ語、カザフ語以外の公用語、ウクライナ、エストニア、ラトビアでは公的地位がない（後者2国では25%以上を占めている）。
  - ハンガリー語:ハンガリーで公用語、セルビアのヴォイヴォディナ地方でいくつかある公用語のひとつ、ルーマニア（144万7544人の話者、人口の6.7%）、スロバキア（52万人の話者、人口の約1割）、ウクライナ（17万人の話者）では公的地位なし。
  - ルーマニア語:ルーマニア、モルドバで公用語、セルビアのヴォイヴォディナ地方でいくつかある公用語のひとつ、セルビア（25万人から40万人の話者と見積もられる[4]) ）、北西ブルガリア（1万0566人の話者と見積もられる）、ウクライナ（7万8300人の話者と見積もられる）では公的地位なし。